# Silent Hill: Shattered Memories
Silent Hill: Shattered Memories är ett spel i survival horror-spelserien Silent Hill till plattformarna Playstation Portable, Playstation 2 och Nintendo Wii.

## Historia
Efter en bilkrasch vaknar Harry Mason upp och märker att hans dotter Cheryl är försvunnen. Han ger sig ut för att söka henne i en översnöad stad. När han går längs de tomma gatorna märker han att märkliga saker börjar hända och då och då täcks världen av is och tvingar Harry att fly. Under spelets gång träffar man ett antal olika karaktärer, bland annat polisen Cybil, high school-studenten Michelle Valdez som uppger att hon är klasskompis med Cheryl samt sjuksystern Lisa Garland.

## Gameplay
Spelet har tre olika moment. I det första svarar spelaren på en mängd frågor från en psykolog, där svaren sedan påverkar utformningen på spelet. Även andra val man gör i spelet påverkar hur spelet ser ut och hur spelet slutar. Det andra momentet består av ett äventyrsspelliknande moment där spelaren undersöker världen, löser problem och lyssnar på meddelanden för att föra historien vidare. Här använder spelaren sig av en telefon som bland annat kan skicka och ta emot meddelanden och fotografera. När det tredje momentet kommer fryser spelvärlden och huvudpersonen jagas av människoliknande varelser utan någon möjlighet att försvara sig. Spelaren behöver hitta rätt väg genom världen och kan välja att slå på ficklampan och locka till sig varelserna eller släcka den. Spelaren kan även gömma sig. 